# Anna Hausburg
Anna Hausburg (ur. 1990 w Berlinie) – niemiecka aktorka.

## Filmografia
- 2005: Max und Moritz Reloaded jako Paolina
- 2007: Lokaj i księżniczka jako Lara von Knesewitz
- 2007: Leroy jako Eva Braune
- 2008: Śpiąca królewna jako Róża / Śpiąca Królewna
- 2009: Krwawa hrabina jako Kasia von Rosenheim
- 2010: Złodziej nad złodziejami jako Josefine
- 2010: Katie Fforde: Świąteczna atmosfera jako Demi Ravenglass